# Obereopsis luchti
Obereopsis luchti är en skalbaggsart som först beskrevs av Fisher 1937.  Obereopsis luchti ingår i släktet Obereopsis och familjen långhorningar. Inga underarter finns listade i Catalogue of Life.